# Central eléctrica de Soubré

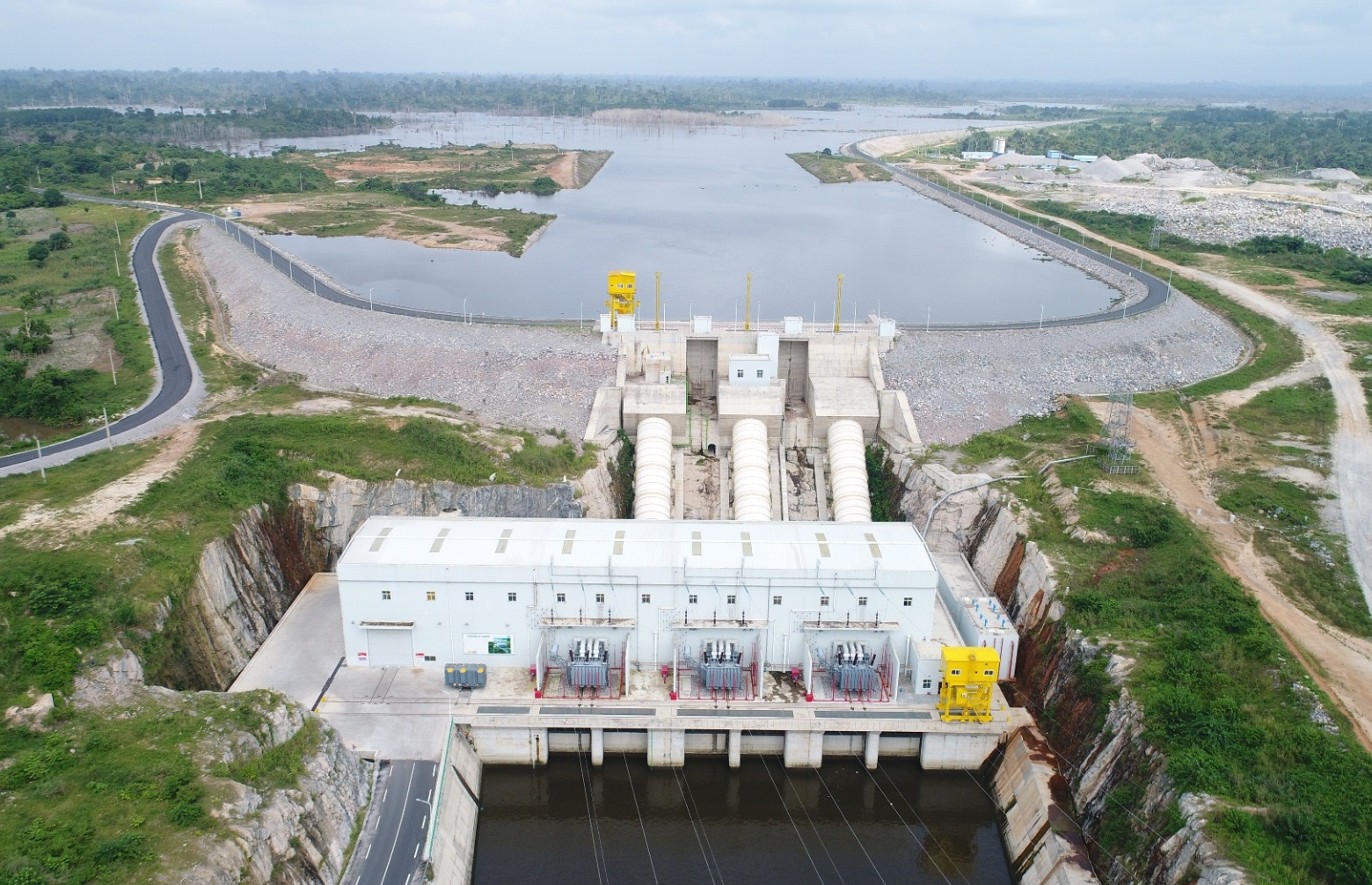

La central eléctrica de Soubré es una central hidroeléctrica en el departamento de Soubré, distrito de Bas-Sassandra, Costa de Marfil, que represa el Sassandra para formar un embalse. Comenzó a operar el 30 de junio de 2017 y fue inaugurado oficialmente el 2 de noviembre de 2017 por el presidente Alassane Dramane Ouattara. La planta de energía es propiedad y está operada por Côte d'Ivoire Energies (CI-ENERGIES). La ciudad de Soubré está a unos 2 km al este de la central eléctrica.
La estructura de la barrera consta de una presa con una altura de 19 (o 20) m y una longitud de 4 (o 4,5) km. El volumen de la presa es de 1,3 millones de m³. El sistema de presas está ubicado en la mitad norte izquierda de la presa; A través de ellos se puede derivar un máximo de 5500 m³/s. Una pequeña turbina con una potencia de 5 MW está instalada en el sistema de presas. La planta de energía real con las tres turbinas principales está ubicada en el extremo sur derecho de la presa.
El embalse se extiende sobre un área de 17 km² y contiene 83 millones de m³ de agua. El decomiso se realizó entre el 6 y el 29 de marzo de 2017. La altura es de 43 m. El caudal máximo es de 714 m³/s.

## Planta de energía
La construcción de la central eléctrica comenzó en febrero de 2013;[9] entró en funcionamiento el 30 de junio de 2017 con la primera máquina.[1] Las otras dos máquinas siguieron en julio y septiembre respectivamente.[10] Con cuatro turbinas, la central tiene una capacidad instalada de 275 MW. La producción anual media es de 1100 o 1200 millones de kWh.
Las tres turbinas Francis en el edificio principal de la central eléctrica tienen una potencia máxima de 90 MW cada una; la turbina de bulbo en el sistema de vertedero tiene una salida de 5 MW. Alstom suministró las turbinas, generadores y otros equipos electromecánicos. El peso del rotor en un generador es de 330 toneladas. En la aparamenta se aumenta la tensión del generador a 225 kV por medio de transformadores de potencia.